# Mtavari

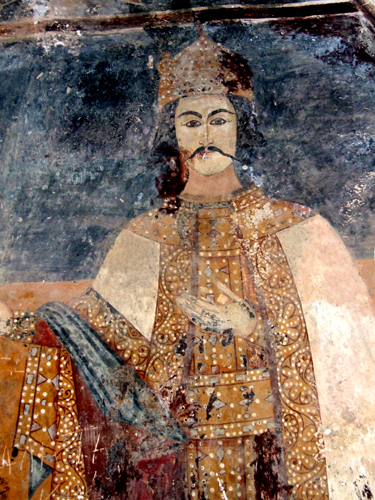
Retrat de Lleó II Dadaini.

Mtavari (en georgià მთავარი, traduït literalment com a "cap o líder", de t'avi, "cap", amb el prefix m-) és un títol feudal de Geòrgia, que sol traduir-se habitualment com a 'príncep'. Les primeres fonts que citen la paraula mtavari es troben als primers textos hagiogràfics georgians del segle v. Des del segle xi fins al xiv, el títol de mtavari, juntament amb el de tavadi, era sinònim d'Eristhavi, i de tots els que es refereixen a un dels nobles de major rang, equivalent al príncep a l'Europa Occidental. Al llarg de l'època daurada del regne de Geòrgia (segles xii-xiii), el títol passà de ser gradualment un càrrec de designació a un títol hereditari, procés que es completà a la darreria del segle xv. Al segle xv s'aplicava el terme mtavari únicament als cinc prínceps de la Geòrgia occidental (Samtskhé, Mingrèlia, Gúria, Svanètia i Abkhàzia),autonomia que fou finalment eliminada sota l'Imperi Rus.